# Сусидко, Ирина Петровна
Ирина Петровна Сусидко (род. 15 ноября 1958, Днепропетровск) — российский музыковед, доктор искусствоведения (2000), профессор (с 2003 года).

## Биография
Родилась в семье энтомолога П. И. Сусидко. В Днепропетровске окончила фортепианное и теоретическое отделения Музыкального училища им. Глинки. В 1983 году в Москве окончила факультет истории, теории и композиции Музыкально-педагогического института им. Гнесиных. После обучения в аспирантуре, в классе Ф. Г. Арзаманова, в 1988 году защитила кандидатскую диссертацию «Музыкальные драмы К. В. Глюка в контексте культуры эпохи Просвещения». С 1984 года преподаёт в Российской академии музыки им. Гнесиных, где в 2000 году защитила докторскую диссертацию («Опера-seria: генезис и поэтика жанра»). Профессор (2003), с 2009 года заведует кафедрой аналитического музыкознания.
Одновременно И. П. Сусидко работает в Государственном институте искусствознания, с 2004 года является ведущим научным сотрудником сектора Классического искусства Запада; член редколлегии журналов «Старинная музыка» и «Учёные записки Российской академии музыки имени Гнесиных».
Муж — музыковед П. В. Луцкер (род. 1959).

## Научная деятельность
Сфера научных интересов Ирины Сусидко — история западноевропейской музыки XVII—XX веков, музыкальный театр, в том числе итальянская опера XVII—XIX веков, история музыкально-теоретических учений, русская музыка в контексте европейской культуры.

### Сочинения
- Итальянская опера XVIII века. Часть 1. Под знаком Аркадии (1998, в соавторстве с П. В. Луцкером)
- Итальянская опера XVIII века. Часть 2. Эпоха Метастазио (2004, в соавторстве с П. В. Луцкером)
- Моцарт и его время (2008, в соавторстве с П. В. Луцкером)